# Montipora
Die Montiporen sind die zweitartenreichste Gattung der Steinkorallen (Scleractinia). Alle Montiporen leben im tropischen Indopazifik.
Im deutschen nennt man die Montipora wegen ihrer winzigen Polypen oft Porenkorallen. Wie die meisten anderen Steinkorallen leben sie in einer symbiotischen Beziehung mit kleinen Algen (Zooxanthellen), die die Montiporen mit Nährstoffen versorgen. Sie sind deshalb auf helle Standorte angewiesen.

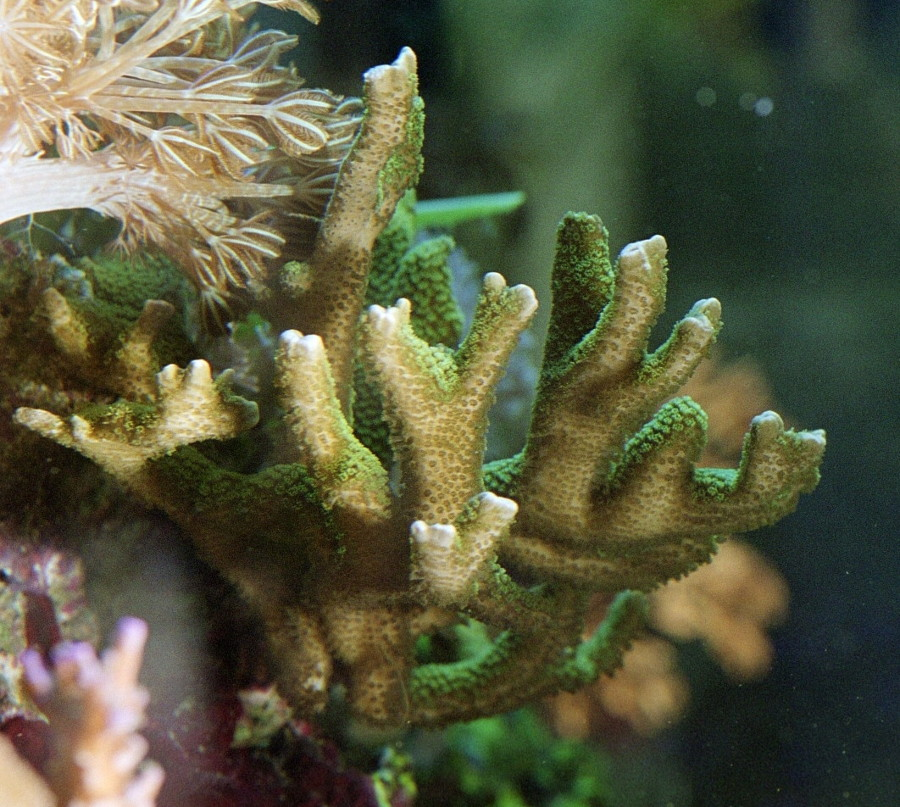
Montipora digitata

Die meisten Montipora-Arten überziehen krustenförmig den Untergrund oder bilden blättrige Strukturen. Es gibt aber auch einige Arten, wie Montipora digitata, die verzweigt wachsen. Die Zahl der Arten ist wie bei den Acroporen unbekannt.
Montiporen können auch in gut gepflegten Meerwasseraquarien kultiviert werden.  Durch Fragmentation größerer Kolonien können sie leicht künstlich vermehrt werden Inzwischen gibt es viele Korallenzüchter, die Montiporen vermehren und versuchen möglichst farbige Formen zu erhalten. Es ist heute nicht mehr nötig Montiporen aus Korallenriffen zu importieren.